# Brott mot person
Brott mot person är brott som är riktade mot enskilda personer eller en persons intressen. De kan utgöras av brott mot familj, sexualbrott, brott mot liv och hälsa och ärekränkningsbrott. Brott mot person står för 17 procent av brotten i Sverige varje år där våldsbrott av dessa utgör huvuddelen.
Brotten innefattar i svensk rätt brott mot liv och hälsa, brott mot frihet och frid, ärekränkningsbrott, sexualbrott, och brott mot familj.